# Zelene, Sînelnîkove
Zelene (în ucraineană Зелене) este un sat în comuna Varvarivka din raionul Sînelnîkove, regiunea Dnipropetrovsk, Ucraina.

## Demografie
Componența lingvistică a localității Zelene
     Ucraineană (80,77%)
     Rusă (19,23%)
Conform recensământului din 2001, majoritatea populației localității Zelene era vorbitoare de ucraineană (80,77%), existând în minoritate și vorbitori de rusă (19,23%).